# Christine Girard

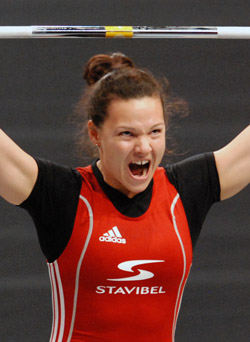
Christine Girard (2011)

Christine Girard (* 3. Januar 1985 in Elliot Lake, Ontario) ist eine kanadische Gewichtheberin aus Rouyn-Noranda.

## Karriere
Girard startet in der Gewichtsklasse bis 63 kg Körpergewicht, 2009 und 2010 auch in der 69-kg-Klasse. 2006 gewann sie bei den Commonwealth Games Silber mit einer Zweikampfleistung von 212 kg, wobei die im Stoßen erzielten 121 kg das beste Resultat in dieser Klasse waren. Silber gewann Girard auch bei den Pan American Games 2007. Bei den Weltmeisterschaften 2007 wurde sie Achte mit 221 kg (95 kg + 126 kg).
Eine Leistungssteigerung im Reißen auf 102 kg brachte ihr bei den Olympischen Sommerspielen 2008 den dritten Platz mit 228 kg Zweikampfleistung bei 126 kg im Stoßen ein, nachdem Irina Nekrassowa 2016 des Dopings überführt wurde. 2010 gewann sie bei den Commonwealth Games die Goldmedaille in der 69-kg-Klasse mit 235 kg (105 kg + 130 kg). Dieses in der 69-kg-Klasse erzielte Leistungsniveau konnte sie anschließend in der 63-kg-Klasse bestätigen und im Stoßen noch verbessern. Bei den Olympischen Sommerspielen 2012 in London gewann Girard in der Klasse bis 63 kg die Silbermedaille mit 236 kg (103 kg + 133 kg), aufgrund einiger Dopingfälle wird ihr jetzt nachträglich die Goldmedaille zugesprochen. Ihre beste Zweikampfleistung erzielte sie mit 238 kg (105 kg + 133 kg) bei den Weltmeisterschaften 2011.
Girard hält in der 63-kg-Klasse alle kanadischen Rekorde, die Commonwealth-Games-Rekorde im Reißen und in der Zweikampfwertung sowie die Pan-American-Games-Rekorde im Reißen und in der Zweikampfwertung (Stand: Juli 2012).
Die aus einer Gewichtheber-Familie stammende Christine Girard wird von Walter Bailey trainiert, mit dem sie seit  11. Juni 2011 verheiratet ist. Ihre ältere Schwester Caroline belegte bei den 1. Hochschul-Weltmeisterschaften 2008 mit 192 kg (84 kg + 108 kg) den 6. Platz und 2009 bei den Weltmeisterschaften mit 207 kg (91 kg + 116 kg) den 12. Platz, jeweils in der 75-kg-Klasse.

## Persönliche Bestleistungen (Stand: Juli 2012)

### 63-kg-Klasse
- Reißen: 105,0 kg, erzielt am 4. November 2011 bei den Weltmeisterschaften in Paris
- Stoßen: 133,0 kg, erzielt am 4. November 2011 bei den Weltmeisterschaften in Paris
- Zweikampfwertung: 238,0 kg, erzielt am 4. November 2011 bei den Weltmeisterschaften in Paris

### 69-kg-Klasse
- Reißen: 105,0 kg, erzielt am 3. Oktober 2010 bei den Commonwealth Games in Delhi
- Stoßen: 132,0 kg, erzielt am 23. November 2009 bei den Weltmeisterschaften in Goyang
- Zweikampfwertung: 235,0 kg, erzielt am 23. November 2009 bei den Weltmeisterschaften in Goyang